# Stigfjorden (naturreservat)
Stigfjorden är ett naturreservat i havsviken Stigfjorden i Stala socken i Orusts kommun samt i Klövedals, Stenkyrka och Valla socknar i Tjörns kommun i Västra Götalands län. Större delen av reservatet ingår i EU-nätverket Natura 2000 och förvaltas av Västkuststiftelsen.
Stigfjorden står i förbindelse med Skagerrak genom trånga sund i väster och öster. Kalvöfjorden och Tjuve kile i norr samt Sundsby kile i söder utgör några av Västkustens rikaste fågellokaler. Vår och höst kan man se tusentals änder, gäss, svanar och vadarfåglar. Området har upptagits enligt Ramsarkonventionen som innebär att det utgör våtmark av internationell betydelse.